# 285 Regina
285 Regina è un asteroide della fascia principale del diametro medio di circa 45,13 km. Scoperto nel 1889, presenta un'orbita caratterizzata da un semiasse maggiore pari a 3,0805180 UA e da un'eccentricità di 0,2093546, inclinata di 17,62475° rispetto all'eclittica.
L'origine del suo nome è sconosciuta.